# Дом Руссова
Доходный дом А. П. Ру́ссова — здание конца XIX века в городе Одесса, расположенное в Приморском районе по адресу улица Садовая, д. № 21, на северной стороне Соборной площади.
Является памятником истории и архитектуры регионального значения:118.

## История
Здание было построено в качестве доходного дома в 1897—1900 годах по заказу предпринимателя, одесского коллекционера и мецената А. П. Руссова. Архитектор проекта — Л. М. Чернигов, оформление фасада — художник архитектуры В. И. Шмидт.
Особою известность дом получил благодаря расположению в нём «центральной» аптеки Гаевского. «Аптека Гаевского и Поповского» была основана в 1878 (1898?) году фармацевтами А. Э. Гаевским и А. Н. Поповским и в те времена была единственным фармацевтическим заведением на юге Российской империи, удовлетворявшим спрос и потребности населения, а также соответствовавшим медицинским канонам. В 1908 году дом выкуплен владельцем аптекарского дела А. Э. Гаевским.

## Современное состояние
В 2004 году началась реконструкция здания. Осенью 2009 года в здании произошёл ряд пожаров (было зафиксировано по крайней мере три возгорания). В результате в здании в значительной мере выгорели внутренние перегородки, несущие конструкции, кровля и венчавшие здание башенки обрушились.
Есть мнение, что причиной произошедшего был поджог, сам пожар был назван «актом вандализма». Событие обратило внимание на судьбу здания и заставило городские власти среагировать на произошедшее
По заявлению самого инвестора реконструкции Руслана Тарпана, здание необходимо «аккуратно разобрать» и затем построить заново с использованием современных технологий.
Несмотря на то, что одесские власти обещали восстановить здание в его первоначальном виде, в декабре 2010 года в средствах массовой информации появилась новость, что «В скором будущем на месте…Дома Руссова появится…городской общественно-культурный центр с международным конгресс-холлом.
Кроме этого, компания <застройщик> планирует реконструкцию улиц: Преображенская и Пастера. Не обойдутся одесситы и без очередного подарка в архитектурно значимой части города — трёх-уровневого автопаркинга».
19 октября 2014 года в доме Руссова рухнули межэтажные перекрытия.
30 сентября 2017 года в доме произошел пожар, пламя охватило первый и второй этаж здания. Возгорание удалось локализовать.
14 июня 2018 года начаты ремонтно — восстановительные работы. Расчетная стоимость работ, оговоренная тендерными условиями составляет 108 млн грн.
27 декабря 2019 года реконструированный Дом Руссова был торжественно открыт. Кроме обновлённого фасада всем собравшимся была продемонстрирована и подсветка дома.

## Изображения

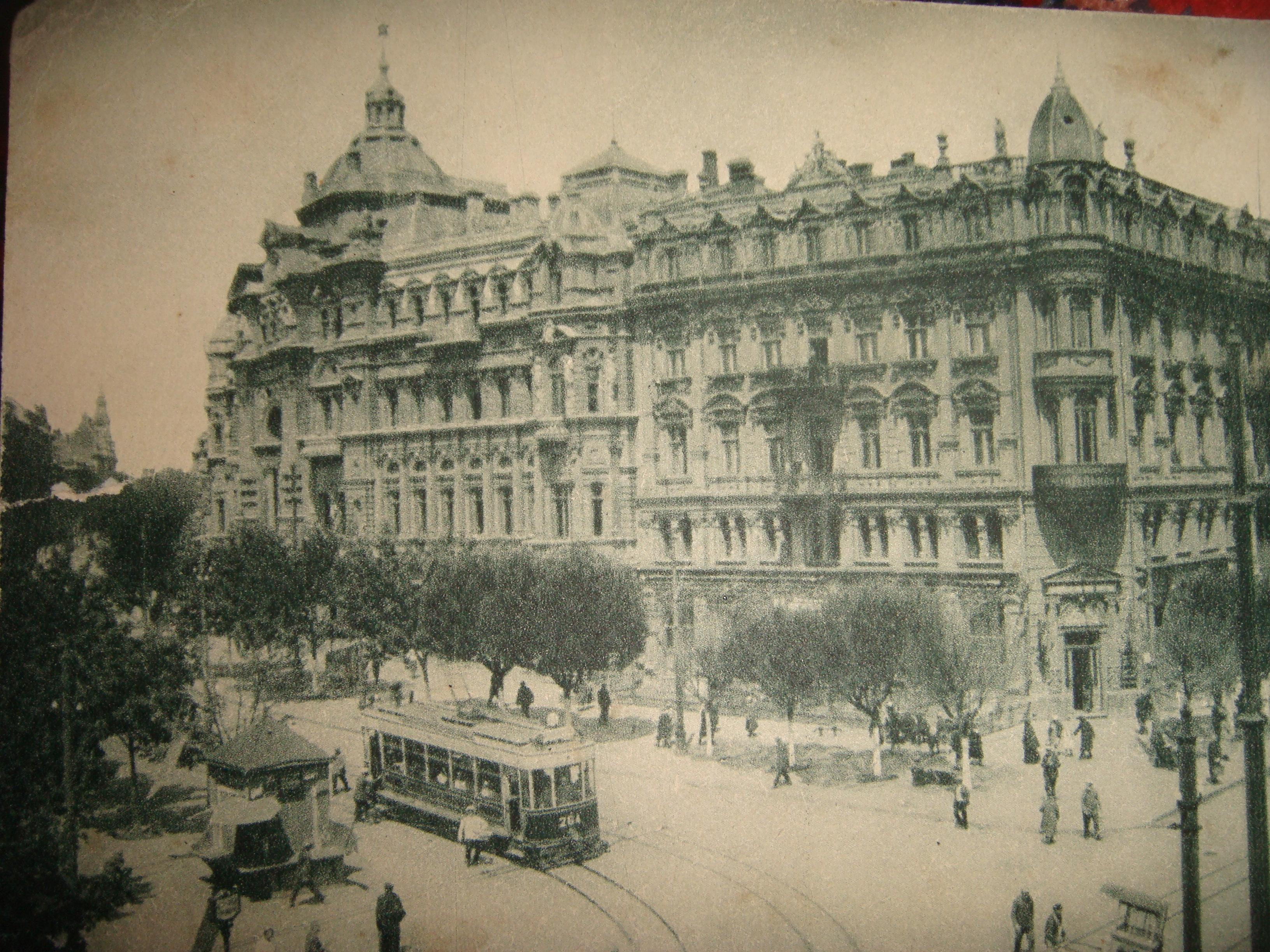
Открытка с видом на дома Руссова (слева) и Либмана (угловой справа), 1920-е
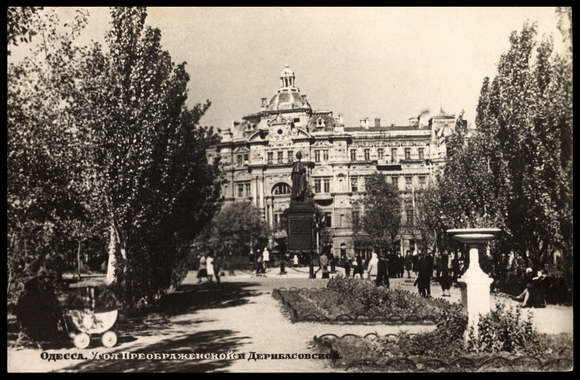
Вид на дом Руссова и памятник М. С. Воронцову, открытка 1960-х
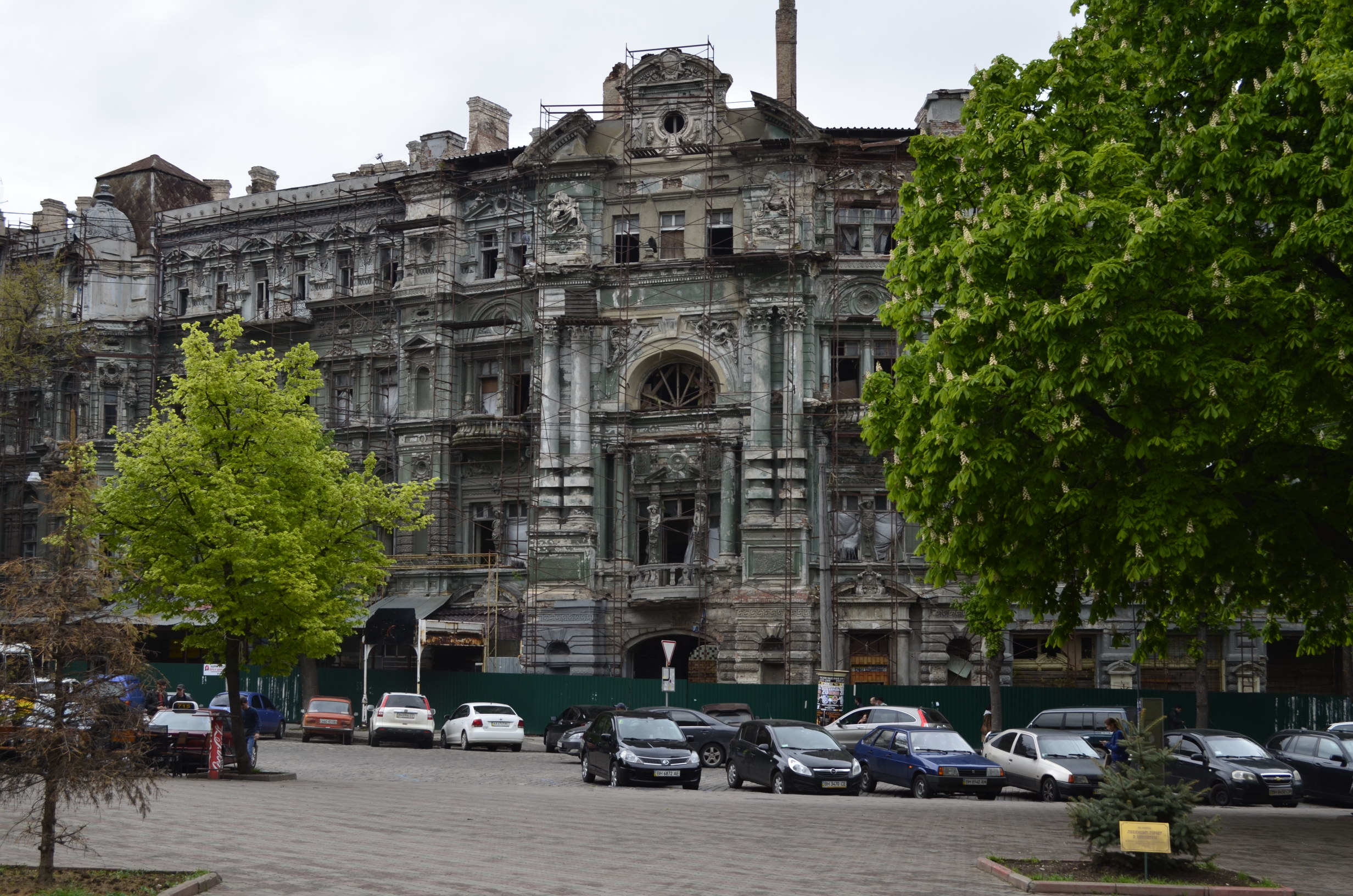
Состояние дома Руссова в 2016 году
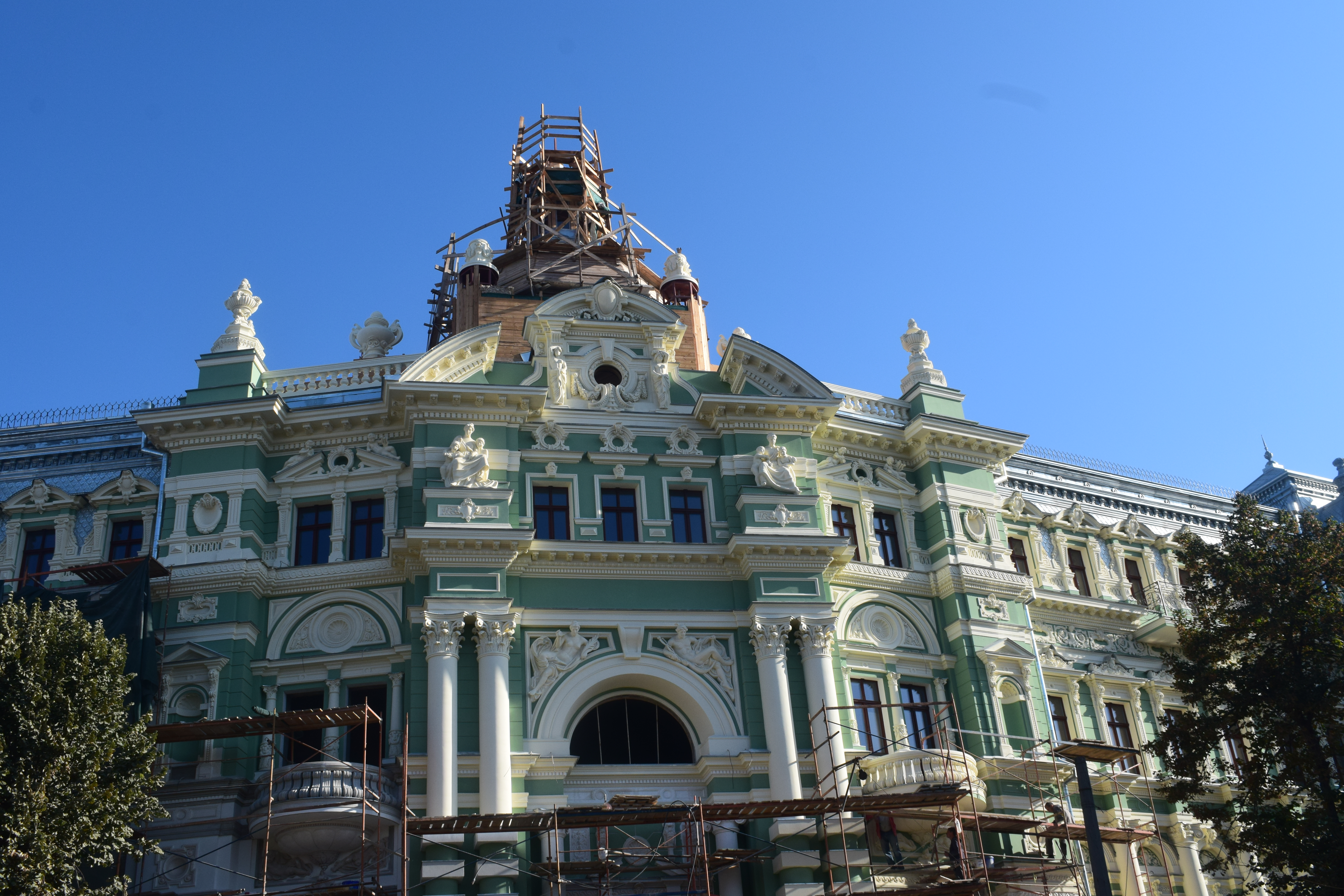
Дом Руссова во время реставрации, 2019 год
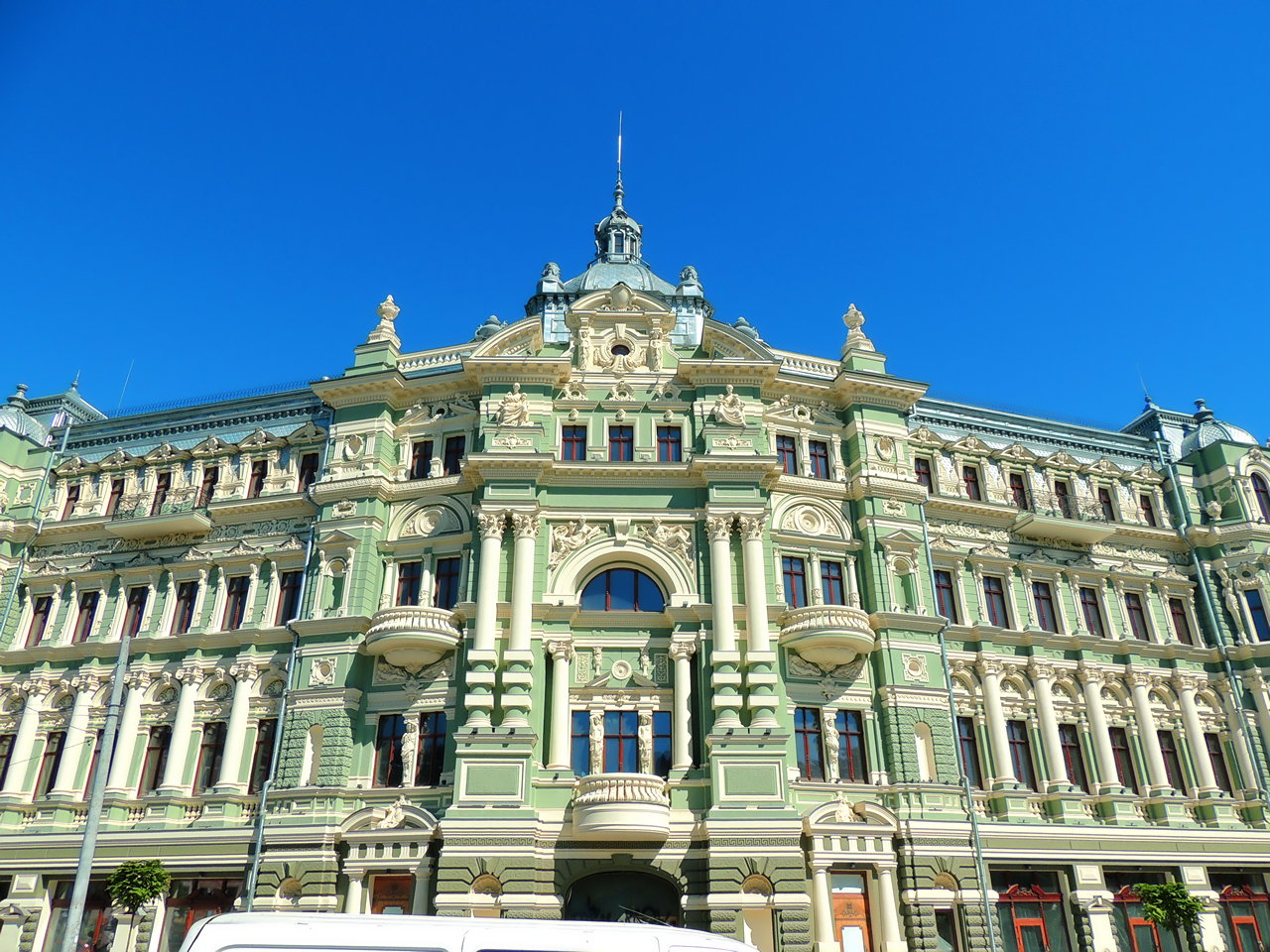
Дом Руссова после реставрации, 2020 год